# Cavedog Entertainment
Cavedog Entertainment — компанія-виробник комп'ютерних ігор, заснована в 1996 році. Найбільшу популярність компанія придбала завдяки випуску гри 1997 року Total Annihilation, що отримала безліч нагород «Гра року» і «Найбільша гра всіх часів».

## Історія
Компанія заснована в 1996 році як підрозділ виробника дитячих комп'ютерних ігор Humongous Entertainment, орієнтоване на розробку ігор для більш старшої аудиторії. Пізніше компанію придбала GT Interactive.
Основу компанії склали колишні співробітники редмондского офісу SquareSoft, що закрився в 1996 році, зокрема, композитор Джеремі Соул і гейм-дизайнер Клейтон Каузларік, який створив логотип компанії.
Першою грою стала Total Annihilation, випущена в 1997 році. Провідний дизайнер гри Кріс Тейлор незабаром покинув компанію, щоб заснувати власну компанію Gas Powered Games. Для гри було випущено два сюжетних доповнення (The Core Contingency і Battle Tactics) і безліч розширень.
У 1999 році була випущена Total Annihilation: Kingdoms, заснована на движку TA. У 2000 році для неї вийшло доповнення The Iron Plague.
Крім серії Total Annihilation у Cavedog було три розробляються проекту: шутер від першої особи Amen: The Awakening, фентезійних пригодницька гра Elysium і проект Рона Гілберта Good & Evil. На тлі фінансових негараздів видавця GT Interactive, власника Cavedog, все три проекту були згорнуті восени 1999 року.
У 2000 році GT Interactive була куплена компанією Infogrames, Cavedog оголосила про банкрутство. Сестринська компанія Humongous Entertainment продовжила розробку дитячих ігор, поки не була закрита в 2005 році Infogrames (яка стала на той час Atari). Частина колишніх співробітників Cavedog перейшла в Gas Powered Games і Beep Industries.